# Pia Sundstedt
Pia Ann-Katrine Sundstedt (* 2. Mai 1975 in Kokkola) ist eine ehemalige finnische Sportlerin in den Disziplinen Mountainbike, Skilanglauf und Straßenradsport. Mit Beginn der Saison 2014 ist sie Sportliche Leiterin eines Frauenradsportteams in Katar.

## Leben
Die Finnlandschwedin Pia Sundstedt ist im zweisprachigen Gamlakarleby (finnisch Kokkola) geboren und aufgewachsen. Bereits als Kind wurde sie Mitglied im Verein Gamlakarleby IF und betrieb zuerst Leichtathletik und danach Skilanglauf und Orientierungslauf. Als sie 14 Jahre alt war, begann sie außerdem mit dem Radsport und nahm an nordischen Jugendwettkämpfen auf Vereinsebene und später auch auf einem Wettkampf in Deutschland als Mitglied der Nationalmannschaft teil. Erst mit 18 setzte sie fest auf eine aktive Karriere im Radsport.
Sundstedts Zwillingsbruder Peter Sundstedt ist Triathlet und hat erfolgreich an Finnischen Meisterschaften teilgenommen.

## Sportliche Laufbahn
Sundstedt begann ihre Karriere als Radrennfahrerin auf der Straße. 1997 wurde sie zweifache finnische Meisterin im Straßenrennen und im Einzelzeitfahren, 2001 sowie 2005 nochmals Straßenmeisterin. Ebenfalls 1997 gewann sie den Giro del Trentino Alto Adige und 2000 erneut. 1998 und 2000 belegte sie jeweils den zweiten Platz bei der Flèche Wallonne, im Jahr 2000 zudem den zweiten Platz in der Gesamtwertung des Rad-Weltcups der Frauen. Im selben Jahr nahm sie auch den Olympischen Spielen in Sydney teil und belegte im Straßenrennen Rang 21; in diesem Jahr wurde sie in Finnland auch zur „Sportlerin des Jahres“ gewählt. Bei den Olympischen Spielen 2012 in London belegte sie im Straßenrennen Platz 20 und im Einzelzeitfahren Platz elf.
Von 2005 an wandte sich Pia Sundstedt zunehmend dem Cross Country zu und wurde in dieser Disziplin mehrfache Europameisterin und Weltmeisterin sowie im Marathon. 2020 wurde sie auf die „Liste von 50 bedeutenden Sportlern im schwedischsprachigen Finnland“ (Svenskfinlands 50 största idrottshjältar genom tiderna) gewählt, einer von Svenska Yle veröffentlichten Bestenliste.

## Berufliches
Mit Ablauf der Saison 2012 beendete Sundstedt ihre Karriere als aktive Sportlerin. Sie übernahm die Leitung eines Katar Frauenradsportteams, welches beginnend mit der Saison 2014 das Ziel verfolgt, Fahrerinnen dieses Landes an den UCI-Straßen-Weltmeisterschaften 2016 teilnehmen zu lassen.

## Erfolge
2010
- Mountain Bike
  - Zillertal-Bikechallenge – Queen of the mountain – Zillertal, Österreich
  - Black Forest Ultra Bike Marathon – Ultra-Distanz – Kirchzarten, Deutschland
  - Bike Transalp im Mixed mit Daniel Gathof[3]

2007
- Mountain Bike
  - Ital. XCO (Cross Country Olympic) Wintermeisterschaften, Trevignano Romano, Italien
  - Weltcuprennen XCM, Gran Canaria, Spanien
  - Willingen Bike Festival, Willingen, Deutschland
  - Waldhaus Marathon, Waldhaus, Deutschland
  - Black Forest Ultra Bike Marathon, Kirchzarten, Deutschland
  - Spessart Bike Marathon, Frammersbach, Deutschland
  - Weltcuprennen, XCM, Bourg d’Oisans, Frankreich
  - Weltcup-Gesamtwertung XCM
  - Rossi Uphill, Freiburg, Deutschland
  - Bronze Weltmeisterschaften XCM, Verviers, Belgien
  - Finnische Meisterschaften XCO, Vantaa, Finnland
  - Birkebeinerrittet, Lillehammer, Norwegen
  - Finnische Meisterschaften XCM, Tampere, Finnland
  - La Forestiere, Lamoura, Frankreich
  - Schauinsland König Bergzeitfahren, Freiburg, Deutschland

- Skilanglauf
  - Pustertaler Ski-Marathon Gesamtwertung

2006
- Mountain Bike
  - UCI World Cup XCM Overall
    - Weltcuprennen Val Thorens, Frankreich
    - Weltcuprennen Mont Saint Anne, Canada

  - Raid Ardenne Bleue, Verviers, Belgien
  - Finnische Meisterschaften XCM, Lappeenranta, Finnland
  - Birkebeinerrittet, Rena-Lillehammer, Norwegen
  - Silber Europameisterschaft UEC, Chies d'Alpago, Italien
  - Bike Festival Willingen, Willingen, Deutschland
  - Black Forest Ultra Bike Marathon, Kirchzarten, Deutschland

- Skilanglauf
  - Pustertal Ski-Marathon Classic (Langlauf), Italien
  - Kokkola Stadtmeister (Langlauf), Finnland
  - Bernau Skating Jet (Langlauf), Deutschland
  - Trace Vosgienne (Langlauf), Frankreich